# Doron de Bozel
Pour les articles homonymes, voir Doron et Bozel.
Le Doron de Bozel est une rivière française, affluent de la rive gauche de l'Isère, et donc sous-affluent du Rhône, qui coule en région Auvergne-Rhône-Alpes, dans le département de la Savoie.

## Toponymie
Mentionné en 1258 sous le toponyme « Duron », puis en 1365 avec « Aqua Doronis ».

## Cours

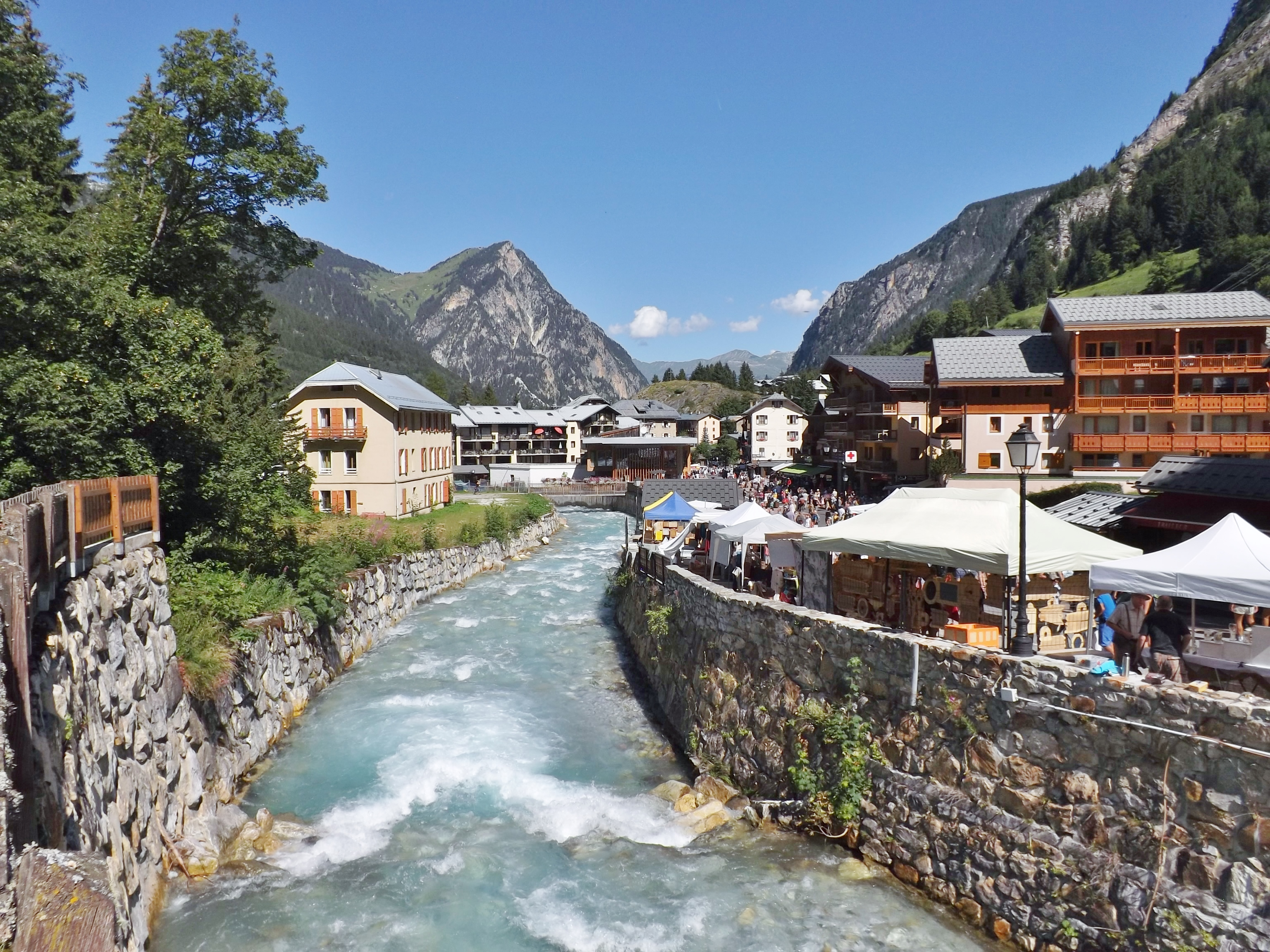
Vue, en été, du Doron de Pralognan.

De 38,6 km de longueur, la rivière naît du glacier de la Masse, dans le parc national de la Vanoise, dans le département de la Savoie. Elle coule de manière générale vers le nord-ouest et reçoit plusieurs affluents abondants dans le massif de la Vanoise, tels le Doron de Champagny, le Doron des Allues et surtout le Doron de Belleville. Elle est dénommée Doron de Valpremont en amont du confluent avec le Ruisseau de la Rosoire puis Doron de Chavière en amont de Pralognan puis Doron de Pralognan entre Pralognan et le confluent avec le Doron de Champagny. Elle baigne Bozel, Montagny, la Perrière (Vignotan), Brides-les-Bains, Salins-Fontaine et peu après conflue avec l'Isère au niveau de Moûtiers.
La confluence entre le Doron de Bozel, celui de Belleville, avec l'Isère, porte parfois le nom de « X tarin ». Les auteurs de Une vieille vallée épouse son siècle (1976) décrivent ainsi le X « l'Isère coudée simule les deux bras, levés vers le nord ; Doron de Bozel et Doron des Belleville campent solidement notre majuscule sur ses deux pieds, l'enracinent dans la Vanoise ».

## Hydrologie
Le module du Doron de Bozel a été calculé sur 36 ans à Moûtiers. Il se monte à 21,3 m3/s pour une surface de bassin de 664 km2. La rivière présente des fluctuations saisonnières de débit typiques d'un régime nival, avec des hautes eaux de printemps-été dues à la fonte des neiges et portant le débit mensuel moyen au niveau de 37 à 50 m3 de mai à début août inclus (avec un maximum en juin), et un long étiage d'automne-hiver, de novembre à mars, entrainant une baisse du débit moyen mensuel jusqu'à 8,1 m3 au mois de janvier.
Le VCN3 peut chuter jusque 4,45 m3, en cas de période décennale sèche.
Les crues peuvent être très importantes. En effet, le QIX 2 et le QIX 5 valent respectivement 80 et 105 m3/s. Le QIX 10 est de 121 m3/s, les QIX 20 et le QIX 50 n'ont pas été calculés.
Le débit maximal enregistré à Moûtiers est de 142 m3/s.
La lame d'eau écoulée dans le bassin versant de la rivière est de 1 006 millimètres annuellement, ce qui est très élevé et résulte des précipitations abondantes sur les Alpes du nord, mais est tout à fait normal en Savoie. Le débit spécifique (Qsp) atteint 31,9 litres par seconde et par kilomètre carré de bassin.
Le volume d'eau apporté par le Doron de Bozel à son confluent est presque égal à celui de l'Isère à ce niveau (un peu plus de 25 m3/s), lequel voit donc son débit presque doubler et passer à 47 m3/s environ.
L'organisme gestionnaire est un EPTB : le Syndicat mixte des bassins hydrauliques de l'Isère : le Symbhi.